# Yokai Ningen Bem
Yōkai Ningen Bem (妖怪人間ベム Yōkai Ningen Bemu?, traducido oficialmente como Humanoid Monster Bem) es una serie anime japonesa de 26 episodios que se estrenó en la Fuji Television entre el 7 de octubre de 1968 y el 31 de marzo de 1969.
La serie más tarde fue re-serializada en una segunda serie anime de televisión, que se estrenó en abril de 2006 en Japón en Animax, con un nuevo elenco, con un total de 26 episodios también producidos. La nueva versión también fue posteriormente transmitido por Animax a través de sus otras redes internacionales, incluyendo sus redes de inglés en el sudeste de Asia y el sur de Asia, para lo cual Animax produjo un doblaje en inglés bajo el título Humanoid Monster Bem. Este doblaje posteriormente se emitió en el canal web de los Estados Unidos de Animax en Crackle.com. En América Latina, la serie de 2006 fue licenciada por Sony Pictures Television International y transmitida por Animax, siendo estrenada el 30 de junio de 2008.
Una dramatización en vivo por televisión se estrenó el NTV, el 22 de octubre de 2011. Una película fue lanzada en 15 de diciembre de 2012.
Para el 50 aniversario de la serie, se confirmó que se encuentra en producción una tercera adaptación de la serie de televisión de anime titulada BEM. La tercera serie se emitió del 14 de julio al 13 de octubre de 2019. El 2 de octubre de 2020 se estrenó una nueva película titulada BEM: Become Human. Se transmitió en el sitio web de Funimation el 29 de octubre de 2020.

## Argumento
La trama de la serie gira en torno a tres yōkai o criaturas sobrenaturales, Bem, Bera y Bero, que llegan a una gran ciudad costera y vienen a través de un ambiente malvado, que fue provocado por el comportamiento inmoral de los seres humanos y las travesuras causados por los monstruos y yōkai. Por lo tanto, deciden quedarse en la ciudad, luchando contra otros monstruos y yōkai que atacan a los seres humanos, haciendo un par de amigos en el camino. A pesar de que los tres yōkai son a menudo maltratados y discriminados por otros seres humanos debido a su apariencia, todavía se esfuerzan en proteger a la población humana de la ciudad de otros monstruos, un día con la esperanza de convertirse en seres humanos a cambio de sus buenas acciones.

## Personajes
Bem
El más antiguo del trío, es el líder. Él usa un bastón como arma en forma humana.
Bera
La única mujer en el grupo y la de mayor mal temperamento en el trío. Ella usa un látigo como arma en forma humana.
Bero
El más joven y más ingenuo del trío. Él es el único que no usa un arma en forma humana.

## Personal

### Serie original
- Concepto original: Akira Adachi
- Guion: Akira Adachi
- Directores: Noboru Ishiguro, Tadao Wakabayashi
- Arte: Shin Morikawa
- Producción: Daichi Dōga (más tarde incorporado en Asatsu DK)

#### Elenco
- Bem: Kiyoshi Kobayashi
- Bera: Hiroko Mori
- Bero: Mari Shimizu
- Narración de apertura: Tatsuya Jō, Issei Futamata (Parte 2)

#### Temas musicales
- Apertura: "Yōkai Ningen Bemu" (妖怪人間ベム?) (letra: Daichi Dōga, composición y disposición: Seishi Tanaka, desempeño: Honey Nights)
- Cierre: "Barro wa Tomodachi" (ベロは友だち Bero wa Tomodachi?, lit. Bero es un amigos) (letra:  Daichi Dōga Bungei-bu, composición y disposición: Masahiro Uno, desempeño: Toshiko Yamada, Otowa Yurikago Kai, Gekidan Komadori)

### Nueva versión en 2006
- Concepto original: Asatsu DK
- Director: Hiroshi Harada
- Composición de la serie: Junki Takegami
- Diseño de personajes: Kazuhiko Shibuya
- Director de animación en jefe: Takeshi Yamazaki
- Creador y diseñador de Yōkai: Naoki Ogiwara
- Directores de arte: Shō Tensui, Tsutomu Nishikura, Shinji Kawai
- Artista primario de fondo: Kazue Itō
- Ajustes de color: Miharu Sakai
- Director de fotografía: Tomofumi Fujita
- Edición: Yumiko Nakaba, Hideaki Murai (Okayasu Promotion)
- Director de sonido: Fusanobu Fujiyama
- Supervisor de sonido: Takanori Ebina
- Música: Takehiko Gokita
- Producción de animación: Studio Comet
- Producción: NAS
- Productores: NAS, Sony Pictures Entertainment, avex entertainment, Studio Comet

#### Elenco
- Bem: Kazuhiko Inoue
- Bera: Kaori Yamagata
- Baro: Ai Horanai
- Kira Hyuga: Yūna Inamura
- Sora Kaido: Naoya Iwahashi
- Mitsuki Kisaragi: Minori Chihara
- Genpaku Hyuga: Masami Iwasaki
- Urara Hyuga: Mie Sonozaki
- Riku Kaido: Ryō Naitō
- Umi Kaido: Miki Nagasawa
- Ryoko Kisaragi: Yuriko Fuchizaki
- Yuzo Mikami: Manabu Murashi
- Hitoshi Tamugenro: Hirofumi Nojima
- Imp: Mitsuo Iwata
- Dana O'Shee: Rokuro Naya
- Doppleganger: Hiroyuki Miyasako
- Narración: Mizuho Suzuki

#### Temas musicales
Apertura
- "Justice of darkness ~theme of Yōkai Ningen Bemu" (Justice of darkness ～妖怪人間ベムのテーマ Justice of darkness ~ yōkai ningen bemu no tēma?)

Desempeño: Hiroshi Kitadani (Bemu = Kazuhiko Inoue)
Cierre
- "Hachigatsu no Eien" (8月の永遠?)

Desempeño: Minako Yoshida

## Recepción
La película recaudó 11,5 millones de dólares en Japón.